# Komma ut ur garderoben

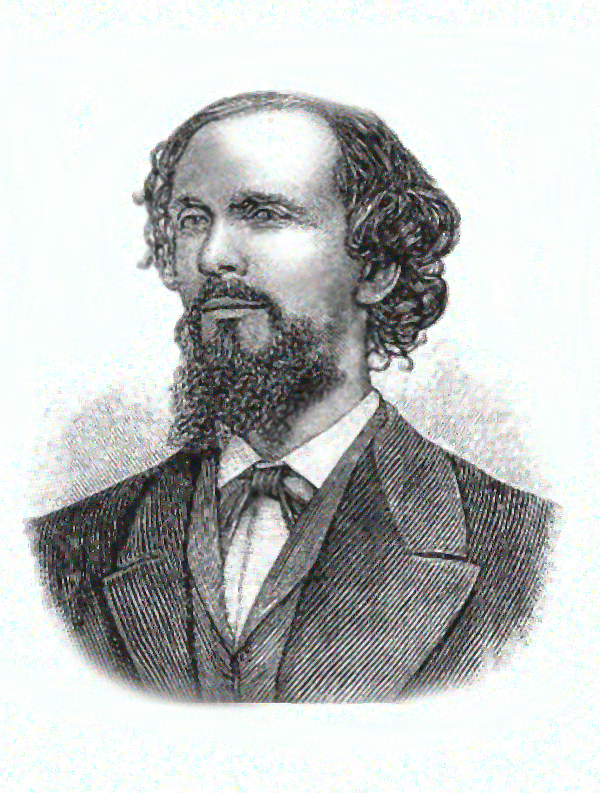
Karl Heinrich Ulrichs, förespråkare för homosexuellas rättigheter på 1800-talet

Att komma ut ur garderoben, eller bara att komma ut, är en metafor för när homosexuella, bisexuella eller transpersoner, som av omvärlden uppfattas som heterosexuell och cisperson, själva berättar om eller offentliggör sin sexuella läggning, sitt könsuttryck eller sin könsidentitet. Uttrycket att komma ut kommer från den engelskan metaforen Coming out of the closet, förkortat Coming out, vilket avser samma handling. Uttrycket används idag ibland även i icke-HBTQ-sammanhang, som att komma ut som troende och liknande.
En vanlig missuppfattning är att en HBTQ-person kommer ut en gång och därefter är ”ute” eller ”öppen” men att komma ut är en ständig process som måste avklaras (eller undvikas) i varje nytt socialt sammanhang i vilket en HBTQ-person antas vara heterosexuell eller cisperson. 
Ett närliggande begrepp är outande, där någon annan utan medgivande offentliggöra någon är hbtq-person.